# آی‌فیلم ۲
آی‌فیلم ۲ یک شبکهٔ ایرانی است که فیلم و سریال‌های ایرانی را به زبان فارسی پخش می‌کند. این شبکه در روز شنبه ۲۶ اسفند ۱۳۹۶ آغاز به کار کرده‌است که به عنوان نماد اشتراکات فرهنگی و آیینی ملل ایران، افغانستان و تاجیکستان شناخته می‌شود. مدیریت این شبکه بر عهده سید مرتضی اصغری است.
فیلم و مجموعه‌های تلویزیونی «سریال» و ویژه برنامه‌هایی مانند موسیقی و ایران‌شناسی به صورت ۲۴ ساعته از این کانال پخش می‌شود.
گفتنی است، شبکه آی‌فیلم ۲، یکی از چهار کانال زیر مجموعه شبکه آی‌فیلم می‌باشد که دیگر رسانه‌های آن به زبانهای انگلیسی، عربی و فارسی پخش برنامه دارند.